# Михаил Кезгайлович
Михаи́л Кезга́йлович или Михаи́л Кезга́йло (лит. Mykolas Kęsgaila; ум. позднее 1476) — государственный деятель Великого княжества Литовского, канцлер великий литовский с 1492 года, воевода виленский с 1458 года по 1459 год, наместник смоленский c 1451 года по 1458 год.

## Биография
Был близким сторонником короля Казимира IV. Во время отсутствия короля в Великом княжестве Литовском, из-за участия короля в Тринадцатилетней войне управлял всеми государственными делами.
Хотя и был католиком, однако был противником Флорентийской унии и в 1451 году согласился признать верховенство митрополита Ионы Московского над православными в Великом княжестве Литовском.
В 1451 году от великого князя Казимира получил во владение часть Лукомльской волости, Дворец и Ельну в Новогрудском повете, волость Бакшты (позднейшая Дукора и Смиловичи) в Минском повете, в 1465 году — Любчу на Немане и Раков на землях бывшего Заславского княжества.
Основатель часовни Благовещения в Вильнюсском кафедральном соборе.